# Nova Ramada
Nova Ramada är en kommun i Brasilien.   Den ligger i delstaten Rio Grande do Sul, i den södra delen av landet, 1 500 km söder om huvudstaden Brasília. Antalet invånare är 2 437.
Omgivningarna runt Nova Ramada är en mosaik av jordbruksmark och naturlig växtlighet. Runt Nova Ramada är det glesbefolkat, med 11 invånare per kvadratkilometer.